# Lista de aviões dos países aliados na Primeira Guerra Mundial
Esta é uma lista das aeronaves usadas pelos países aliados na Primeira Guerra Mundial organizada por país de origem.

## Aviões e dirigíveis

### Canadá
- Curtiss C-1 Canada[1]
- Curtiss JN-4 (Canadian)[2]

### França
- Astoux-Vedrines triplane[3]
- Astra-Torres airship[4]
- Astra bomber[5]
- Audenis C2[6]
- B.A.J. IV[7]
- Bernard AB 1[8]
- Bernard SAB C1[9]
- Blériot XI[10]
- Blériot La Vache[11]
- Blériot 67[12]
- Borel-Boccacio Type 3000[13]
- Borel-Odier Bo-T[14]
- Breguet Bre.4/BUM/BLM/BAM[15]
- Breguet Bre.5/6/9/12[16]
- Breguet 11 Corsaire[17]
- Breguet 14[18]
- Breguet 16[19]
- Breguet 17[20]
- Caudron Type J[21]
- Caudron G.2[22]
- Caudron G.3[23]
- Caudron G.4[24]
- Caudron G.5[25]
- Caudron G.6[26]
- Caudron C.21[27]
- Caudron C.22[28]
- Caudron C.23[29]
- Caudron O2[30]
- Caudron R.4[31]
- Caudron R.11[32]
- Caudron R.14[33]
- Coutois-Suffit Lescop C1[34]
- Deperdussin TT[35]
- Deperdussin Monocoque[36]
- Descamps 27[37]
- Donnet-Denhaut flying boat[38]
- Dorand AR[39]
- Dufaux C.1[40]
- Farman HF.20[41]
- Farman MF.7[42]
- Farman MF.11[43]
- Farman MF.12[44]
- Farman F.30[45]
- Farman F.31[46]
- Farman F.40[47]
- Farman F.50[48]
- FBA Type A[49]
- FBA Type B[50]
- FBA Type C[51]
- FBA type D[52]
- FBA Type H[53]
- FBA Type S[54]
- Galvin HC[55]
- Georges Levy G.L.40[56]
- Gourdou-Leseurre Type A[57]
- Hanriot HD.1[58][59]
- Hanriot HD.2[60]
- Hanriot HD.3[61]
- Letord Let.1[62]
- Letord Let.7[63]
- Letord Let.9[64]
- Morane-Saulnier G[65]
- Morane-Saulnier H[66]
- Morane-Saulnier I[67]
- Morane-Saulnier L[68]
- Morane-Saulnier LA[68]
- Morane-Saulnier BB[69][70]
- Morane-Saulnier L[71][68]
- Morane-Saulnier N[72][73]
- Morane-Saulnier P[74]
- Morane-Saulnier S[75]
- Morane-Saulnier T[76]
- Morane-Saulnier TRK[77]
- Morane-Saulnier V[78]
- Morane-Saulnier AC[79]
- Morane-Saulnier AF & AFH[80]
- Morane-Saulnier AI[81][82]
- Morane-Saulnier AN[83]
- Nieuport II[84]
- Nieuport IVG & M[85]
- Nieuport VIM & H[86][87]
- Nieuport 10[88][89][87]
- Nieuport 11[90][91][92]
- Nieuport 12[93]
- Nieuport 13[94]
- Nieuport 14[95]
- Nieuport 15[96]
- Nieuport 16[90][91]
- Nieuport 17, 21 e 23[97][98]
- Nieuport 20[99]
- Nieuport 24 e 24bis[100][101]
- Nieuport 25[102]
- Nieuport 27[100][103]
- Nieuport 28[104][105]
- Nieuport-Madon[106]
- Nieuport 29[107][108]
- Nieuport 31[109]
- Nieuport 80[110]
- Nieuport 81[111]
- Nieuport 82[112]
- Nieuport 83[113]
- Paul Schmitt PS.3[114]
- Paul Schmitt PS.7[115]
- Ponnier L.1[116]
- Ponnier M.1[117]
- Ponnier P.2[118]
- R.E.P type N[119][120]
- R.E.P. C.1[121]
- Salmson-Moineau S.M.1[122]
- Salmson 2[123]
- Salmson 3[124]
- Salmson 4[125]
- Salmson 5[126]
- Salmson 7[127]
- SEA IV[128]
- SPAD SA.2 & SA.4[129][130]
- SPAD SG[131]
- SPAD S.VII[132][133]
- SPAD S.XI[134]
- SPAD S.XII[135][136]
- SPAD S.XIII[135][137]
- SPAD S.XIV[138]
- SPAD S.XV[139]
- SPAD S.XVI[140]
- SPAD S.XVII[135][141]
- SPAD S.XX[142]
- SPAD S.XXI[143]
- SPAD S.XXII[144]
- SPAD S.XXIV[145]
- Tellier T.3[146]
- Tellier T.4[147]
- Tellier T.5[148]
- Tellier T.6[149]
- Vendôme 1914 Monoplane[150]
- Vendôme A3[151]
- Voisin L[152]
- Voisin LA/3[153]
- Voisin LB/LBS/4/Canon[154]
- Voisin LAS/5[155]
- Voisin Triplane[156]
- Voisin E.28 Triplane[157]
- Voisin LC/7[158]
- Voisin LAP/8[159]
- Voisin LC/9[160]
- Voisin LAR/LBR/10[161]
- Voisin E.94/11[161]
- Weymann W-1[162]
- Wibault Wib.1[163]

### Itália
- Ansaldo A.1 Balilla[164]
- Caproni Ca.1
- Caproni Ca.2
- Caproni Ca.3
- Caproni Ca.4[165]
- Caproni Ca.5
- Caproni Ca.20
- Caproni Ca.42[166]
- Ansaldo SVA[167]
- Gabardini monoplane[168]
- Gabardini biplane[168]
- Macchi M.3
- Macchi M.5[169][56]
- Macchi M.7[169]
- Macchi M.8[170]
- Macchi M.14[171]
- Pomilio Gamma[171]
- Pomilio PE
- SAML S.2
- Savoia-Pomilio SP.2
- Savoia-Pomilio SP.3
- Savoia-Pomilio SP.4
- SIA 7
- SIA 9
- SIAI S.8[172]
- SIAI S.9[167]

### Japão
- Yokosuka Ro-go Ko-gata

### Império Russo
- Anatra Anadis[173]
- Anatra D Anade[174]
- Anatra DS Anasal[175]
- Anatra DSS[176]
- Grigorovich M-5[177]
- Grigorovich M-9[178]
- Grigorovich M-11[179]
- Grigorovich M-12[180]
- Grigorovich M-15[180]
- Grigorovich M-20[181]
- Lebed VII[182]
- Lebed X[183]
- Lebed XI[183]
- Lebed XII[184]
- Mosca MB[185]
- Mosca MBbis[185]
- Sikorsky S-5A[186]
- Sikorsky S-10[187]
- Sikorsky S-12[188]
- Sikorsky S-16[189]
- Sikorsky S-20[190]
- Sikorsky Ilya Muromets[191]

### Reino Unido
- 23-class airship[192]
- AD Flying Boat[193][194]
- Airco DH.1[195]
- Airco DH.2[196][197]
- Airco DH.3[198]
- Airco DH.4[199][200]
- Airco DH.5[201][202]
- Airco DH.6[203][204]
- Airco DH.9[205][206]
- Airco DH.9A[207]
- Airco DH.10[208]
- Alcock Scout[209]
- Armstrong Whitworth F.K.3[210]
- Armstrong Whitworth F.K.6[211]
- Armstrong Whitworth F.K.8[212]
- Armstrong Whitworth F.K.10[213][214]
- Austin-Ball AFB.1[215]
- Austin A.F.T.3 Osprey[216]
- Avro 500/E[217][218]
- Avro 503
- Avro 504[219][220][221]
- Avro 510[222]
- Avro 519[222]
- Avro 521[223]
- Avro 529[224]
- BAT Bantam[225]
- Beardmore W.B.III[226][227]
- Blackburn Kangaroo
- Boulton & Paul Bobolink[216]
- Bristol Boxkite[228][229]
- Bristol Coanda Monoplanes[230]
- Bristol S.2A[231]
- Bristol T.B.8[232][233]
- Bristol T.T.A.
- Bristol Scout[234][235][236]
- Bristol F.2 Fighter[237][238]
- Bristol M.1[239][240]
- C Star class airship[241]
- Coastal class airship[242]
- Fairey Hamble Baby[243]
- Fairey Campania[244]
- Fairey III[245][246]
- Felixstowe F.1
- Felixstowe F.2
- Felixstowe F2A[247][248]
- Felixstowe F.3[247][249]
- Felixstowe F.5[247]
- Felixstowe Porte Baby[250]
- Flanders B.2[251]
- Grahame-White Type XV[252][253]
- Handley Page Type G[254]
- Handley Page 0/100 e 0/400[255][256]
- Handley Page V/1500[257]
- HMA No. 9r[258]
- Mann Egerton Type B[259]
- Martinsyde G.100 & G.102 Elephant[260][261]
- Martinsyde F.3[262]
- Martinsyde F.4 Buzzard[263]
- Martinsyde S.1[264]
- Nieuport B.N.1[216]
- Nieuport Nighthawk[265]
- Norman Thompson N.T.2B[266]
- Norman Thompson N.T.4[267]
- NS class airship[241]
- Parnall Hamble Baby convert[268]
- Parnall Panther[269]
- Pemberton-Billing P.B.9[270]
- Pemberton-Billing P.B.25[270]
- Port Victoria Grain Griffin[253]
- R23X-class airship[271]
- R31-class airship[272]
- Robey-Peters Gun-Carrier
- Royal Aircraft Factory B.E.2[273][274]
- Royal Aircraft Factory B.E.3, 4 & 7[275]
- Royal Aircraft Factory B.E.8[276][277]
- Royal Aircraft Factory B.E.9[278]
- Royal Aircraft Factory B.E.12[279][280]
- Royal Aircraft Factory F.E.2[281][282]
- Royal Aircraft Factory F.E.4[283]
- Royal Aircraft Factory F.E.8[284][285]
- Royal Aircraft Factory F.E.9[286]
- Royal Aircraft Factory H.R.E.2[259]
- Royal Aircraft Factory R.E.1[287]
- Royal Aircraft Factory R.E.5[288][289]
- Royal Aircraft Factory R.E.7[290][289]
- Royal Aircraft Factory R.E.8[291]
- Royal Aircraft Factory S.E.2[292][293]
- Royal Aircraft Factory S.E.4 & 4a[294]
- Royal Aircraft Factory S.E.5 & 5a[295][296]
- Short Bomber[297][298]
- Short S.38[299]
- Short S.57[300]
- Short S.60[300]
- Short S.81[301]
- Short Type 74[302]
- Short Type 81[302]
- Short Type 135[301]
- Short Type 166[303]
- Short Type 184[304][305]
- Short Type 320[306]
- Short Type 827/830[307][308]
- Siddeley-Deasy R.T.1[309]
- Sopwith 1½ Strutter[310][311][312]
- Sopwith B.1[313]
- Sopwith Baby[314][315][316]
- Sopwith Bat Boat[317]
- Sopwith Bulldog
- Sopwith Camel & Ship's Camel[318][319][320]
- Sopwith Cuckoo[321]
- Sopwith Dolphin[322][323]
- Sopwith Dragon[216]
- Sopwith Gunbus[324]
- Sopwith Hippo
- Sopwith L.R.T.Tr.
- Sopwith Pup[325][326][327]
- Sopwith Rhino[328]
- Sopwith Salamander[329][330]
- Sopwith Schneider[331]
- Sopwith Snail
- Sopwith Snapper
- Sopwith Snark
- Sopwith Snipe[332][333]
- Sopwith Sociable[334]
- Sopwith Special torpedo seaplane Type C
- Sopwith Swallow
- Sopwith Tabloid[335][336]
- Sopwith Three-seater & D.1[317]
- Sopwith Triplane[337][338][339]
- Sopwith Type 807[324]
- Sopwith Type 860[340]
- Sopwith Type 880 Spinning Jenny[340]
- SS class airship[341]
- SST class airship
- SSZ class airship[341]
- Tarrant Tabor[342]
- Vickers F.B.5 & F.B.9[343][344]
- Vickers F.B.12[345]
- Vickers F.B.14[346]
- Vickers F.B.19[347][348]
- Vickers Vimy[349]
- Westland N.1B
- Westland Wagtail
- Westland Weasel
- White and Thompson No. 3[350]
- White & Thompson Bognor Bloater[350]
- White & Thompson N.T.3
- Wight Converted Seaplane[351]
- Wight Pusher Seaplane[352]
- Wight Type 840[352]

### Estados Unidos
- Aeromarine 39[353][354]
- Aeromarine 40[355]
- Aeromarine 700[355]
- B-class blimp[356]
- Boeing Model C[357]
- Burgess HT-2 Speed Scout[358]
- Burgess Model S[358]
- Burgess Gunbus[359]
- C-class blimp[360]
- Curtiss Model E[361]
- Curtiss Model F[362]
- Curtiss Model H[363][364]
- Curtiss Model K
- Curtiss Model R[365][366]
- Curtiss HA Dunkirk fighter[367]
- Curtiss HS[363][368]
- Curtiss JN-4[369][370]
- Curtiss F-5L[371]
- Curtiss MF[372]
- Curtiss 18[373][374]
- Engineering Division USD-9
- Gallaudet D-4[375][376]
- Heinrich Pursuit[171]
- Loening M-8[377][378]
- LWF V[379]
- LWF G[380]
- Martin MB-1[381]
- Martin S[382]
- Orenco B[383]
- Packard-Le Père LUSAC-11[384][385]
- Standard E-1[386][387]
- Standard H-3[388][389]
- Standard H-4-H[389]
- Standard J[390]
- Sturtevant S[391]
- Thomas Brothers T-2/SH-4[392][393][394]
- Thomas-Morse MB-2[171]
- Thomas-Morse S-4[395][393]
- Thomas-Morse S-5[396]
- US DeHavilland USD.4[397][398]
- Vought VE-7[399][400]
- Wittemann-Lewis Training Tractor[401]
- Wright-Martin Model R[402]
- Wright-Martin Model V[403][402]
- Wright Model C[404]
- Wright Model G Aeroboat[404]
- Wright Model K[393]

## Fabricantes

### Canadá
- Curtiss Aeroplane and Motor Company (Fábrica do Canadá)

### França
- Société Astra
- Boncourt-Audenis-Jacob
- Société des Avions Bernard
- Blériot Aéronautique
- Etablissements Borel
- Breguet Aviation
- Société des avions Caudron
- Société Pour L'Aviation et ses Dérivés (SPAD)
- Donnet-Denhaut
- Avions Farman
- Franco-British Aviation
- Gourdou-Leseurre
- Aeroplanes Hanriot
- Morane-Saulnier
- Nieuport
- Avions Ponnier
- REP
- Salmson-Moineau
- Société d'Etudes Aéronautiques
- Aéroplanes Voisin

### Itália
- Gio. Ansaldo & C.
- Caproni
- Società Incremento Aviazione
- Aeronautica Macchi
- Fabbrica Aeroplani Ing. O. Pomilio
- SAML
- Società Italiana Aviazione

### Japão
- Yokosuka Naval Air Technical Arsenal

### Império Russo
- Anatra
- Shchetinin
- Russo-Báltica

### Reino Unido
- Vickers Ltd
- The Aircraft Manufacturing Company Limited
- Armstrong Whitworth Aircraft
- Austin Motor Company
- Avro
- British Aerial Transport
- William Beardmore and Company
- Blackburn Aircraft
- Boulton & Paul Ltd
- Bristol Aeroplane Company
- RNAS Kingsnorth
- Fairey Aviation Company
- Howard Flanders
- Grahame-White
- Handley Page Aircraft Company
- Mann Egerton
- Martinsyde
- Nieuport & General Aircraft
- Norman Thompson Flight Company
- RNAS Kingsnorth
- Sopwith Aviation Company
- Parnall
- Pemberton-Billing Ltd
- Port Victoria Marine Experimental Aircraft Depot
- William Beardmore and Company
- Short Brothers
- Robey & Company Limited
- Royal Aircraft Factory
- Siddeley-Deasy
- W.G Tarrant Ltd
- Westland Aircraft
- White and Thompson
- John Samuel White & Company Limited (Wight Aircraft)

### Estados Unidos
- Aeromarine
- Boeing
- Burgess Company
- Goodyear Tire & Rubber Company
- B.F. Goodrich Company
- Curtiss Aeroplane and Motor Company
- Gallaudet Aircraft Company
- Victor Aircraft Corporation
- Loening Aeronautical Engineering
- Glenn L. Martin Company
- Orenco
- Engineering Division (Seção aérea do U.S. Signal Corps)
- Standard Aircraft Corporation
- Thomas-Morse Aircraft
- Lewis & Vought Corporation
- Wittemann-Lewis Aircraft Company
- Wright-Martin
- Wright Company